# Psechrus arietinus
Espèce
Psechrus arietinus est une espèce d'araignées aranéomorphes de la famille des Psechridae.

## Distribution
Cette espèce est endémique de la province de Quảng Nam au Viêt Nam,.

## Description
La carapace de la femelle holotype mesure 8,6 mm de long sur 6,1 mm de large et l'abdomen 13,3 mm de long sur 7,0 mm de large. La carapace du mâle paratype mesure 7,6 mm de long sur 4,3 mm de large et l'abdomen 10,1 mm de long sur 3,7 mm de large.

## Publication originale
- Bayer, 2014 : Seven new species of Psechrus and additional taxonomic contributions to the knowledge of the spider family Psechridae (Araneae). Zootaxa, no 3826(1), p. 1-54.